# 因凡特斯镇
因凡特斯镇是西班牙安达卢西亚自治区塞维利亚省的一个市镇。总面积154平方公里，总人口3293人（001年），人口密度21人/平方公里。